# Дзержинский автобус (Россия)
Дзержинский автобус — сеть автобусных маршрутов в городе Дзержинске и Володарском районе Нижегородской области.

## История
26 января 1939 года Управлением трамвая был пущен автобусный маршрут от Дома советов до Восточного (Ворошиловского) поселка.
25 сентября 1952 года впервые автобусное движение связало Дзержинск с Горьким.
К 1963 году в городе работало уже 92 автобуса, обслуживаемые Автоколонной № 1159.
В 1970 году в городе началась эксплуатация автобусов модели ЛиАЗ-677.
В 1980-х годах в городе также появились автобусы Ikarus-250, Ikarus-280. В это время в городе эксплуатировалось 500 автобусов, которые обслуживались в двух автобусных парках.
В 1990-е автобусные перевозки пришли в упадок, что привело к сокращению местного предприятия. 
В конце 2000-х годов автобусное предприятие было объединено с трамвайно-троллейбусным, после чего автобусный парк был перевезен на территорию трамвайного депо № 2.
В 2015 году, в связи с закрытием трамвая, были запущены маршруты по бывшим маршрутам трамвая.

## Перевозчики
Список перевозчиков, и обслуживаемые ими маршруты:
- МУП «Экспресс» (ранее Дзержинский ГПАТП и «Городской транспорт») — № 1, № 3, № 5, № 7, № 8, № 8а, № 15, № 22, № 23, № 33, № 103, № 105, № 106, № 113,  № 201;
- ООО «Тройка» — № 10, № 14, № 24, № 25, № т29, № 30, № 104, № 118, № 119;
- ООО «Орбита» — № 119, № 307;
- ООО «Транслайн» — № 9, № 202;
- ИП Вавилова Т. В. — № 108, № 114, № 130, № 212.

## Маршруты[3]
| №  | Наименование маршрута                                 | Путь следования | Время работы | Интервал (мин.) |
| -- | ----------------------------------------------------- | --- | ------------ | --------------- |
| 1  | Западный-1 — АО "Канат"                               | пр. Циолковского, ул. Урицкого, пл. Привокзальная, ул. Октябрьская, ул. Клюквина, пр. Ленина, ул. Черняховского, Окский путепровод, ул. Попова | 05:45-22:00  | 15-20           |
| 5  | Деловой центр — пос. им Свердлова                     | пр. Ленина, ул. Красноармейская, пр. Свердлова | 05:30-21:00  | 15-20           |
| 6  | Вокзал — Кладбище                                     | ул. Урицкого, пр. Циолковского, пр. Свердлова, дорога на городское кладбище | 08:00-14:00  | 60              |
| 8  | Вокзал — 8-й микрорайон (кольцевой)                   | ул. Октябрьская, ул. Клюквина, пр. Ленина, ул. Черняховского, Окский путепровод, ул. Попова, ул. Фрунзе, ул. Кутузова, ул. Желнинская, пр. Свердлова, пр. Циолковского, ул. Урицкого | 07:00-17:00  | 60-80           |
| 8а | 8-й микрорайон — Вокзал                               | Навстречу №8 | 09:00-19:00  | 60-80           |
| 9  | Северные ворота — пос. им. Свердлова                  | ул. Новомосковская, ул. Пирогова, ул. Чапаева, ул. Черняховского, ул. Октябрьская, пл. Привокзальная, ул. Урицкого, пр. Ленина, ул. Красноармейская, пр. Свердлова | 05:30-20:00  | 20-25           |
| 10 | пос. им. Свердлова — ул. Черняховского — Коммунальная | пр. Свердлова, ул. Красноармейская, ул. САмохвалова,ул. Буденного, ул. Гайдара, ул. Терешковой, пл. Привокзальная, ул. Октябрьская, ул. Клюквина, пр. Ленина, Автозаводское шоссе | 05:30-21:00  | 15-20           |
| 15 | пос. им. Свердлова — Желнино                          | пр. Свердлова, Желнинское шоссе, ул. Красная, ул. Советская, ул. Кооперативная, пер. Зеленый | 05:30-21:00  | 30-60           |
| 22 | Северные ворота — 8-й микрорайон                      | ул. Советская, ул. Молодежная, ул. Гайдара, ул. Петрищева, пр. Ленинского Комсомола, ул. Строителей, пр. Свердлова, пр. Циолковского, ул. Урицкого,пл. Привокзальная, ул. Октябрьская, ул. Клюквина, ул. Пирогова, ул. Новомосковская | 05:30-20:45  | 25-30           |
| 23 | 8-й микрорайон — Северные ворота                      | Навстречу №22 | 05:30-20:45  | 25-30           |
| 24 | Вокзал — Северные ворота                              | ул. Терешковой, ул. Пушкинская, пр. Свердлова, ул. Строителей, пр. Ленинского Комсомола, пл. Узловая, пр. Ленина, ул. Гайдара, ул. Молодежная, ул. Советская | 05:30-20:30  | 15-25           |
| 25 | пос. им. Свердлова — Северные ворота                  | Навстречу №9 | 05:30-20:00  | 20-25           |
| 29 | Северные ворота — Западный-2                          | ул. Новомосковская, ул. Пирогова (обратно: ул. Маяковского, пр. Чкалова), ул. Клюквина, ул. Октябрьская (обратно: ул. Октябрьская, ул. Черняховского, пр. Ленина, ул. Клюквина), пл. Привокзальная, ул. Урицкого, пр. Циолковского, ул. Гайдара, ул. Петрищева, пр. Ленинского Комсомола, ул. Строителей, пр. Свердлова, ул. Патоличева) | 05:30-21:00  | 10-15           |
| 30 | Западный-2 — Северные ворота                          | ул. Патоличева, пр. Свердлова, пр. Циолковского, ул. Грибоедова, ул. Маяковского, ул. Ватутина, ул. Революции, ул. Маяковского, ул. Пирогова, ул. Новомосковская (обратно: пр. Чкалова, ул. Маяковского) | 06:00-20:00  | 20-30           |
| 33 | Вокзал — пос. им. Свердлова                           | ул. Урицкого, пр. Циолковского, пр. Свердлова | 05:30-22:15  | 15-20           |